# Erich Weber (Verleger)
Johannes Martin Erich Weber (* 4. Mai 1885 in Kamenz; † 18. Dezember 1961 in Radebeul) war ein deutscher Verleger, Autor und Konditormeister. Zudem war er der Eigentümer des Radebeuler Hotels und Restaurants „Zu den Linden“, das heute noch als Gasthaus und Pension betrieben wird. Privat wohnte Weber in der heute denkmalgeschützten Mietvilla Rennerbergstraße 7, die ihm auch gehörte.

## Leben und Wirken

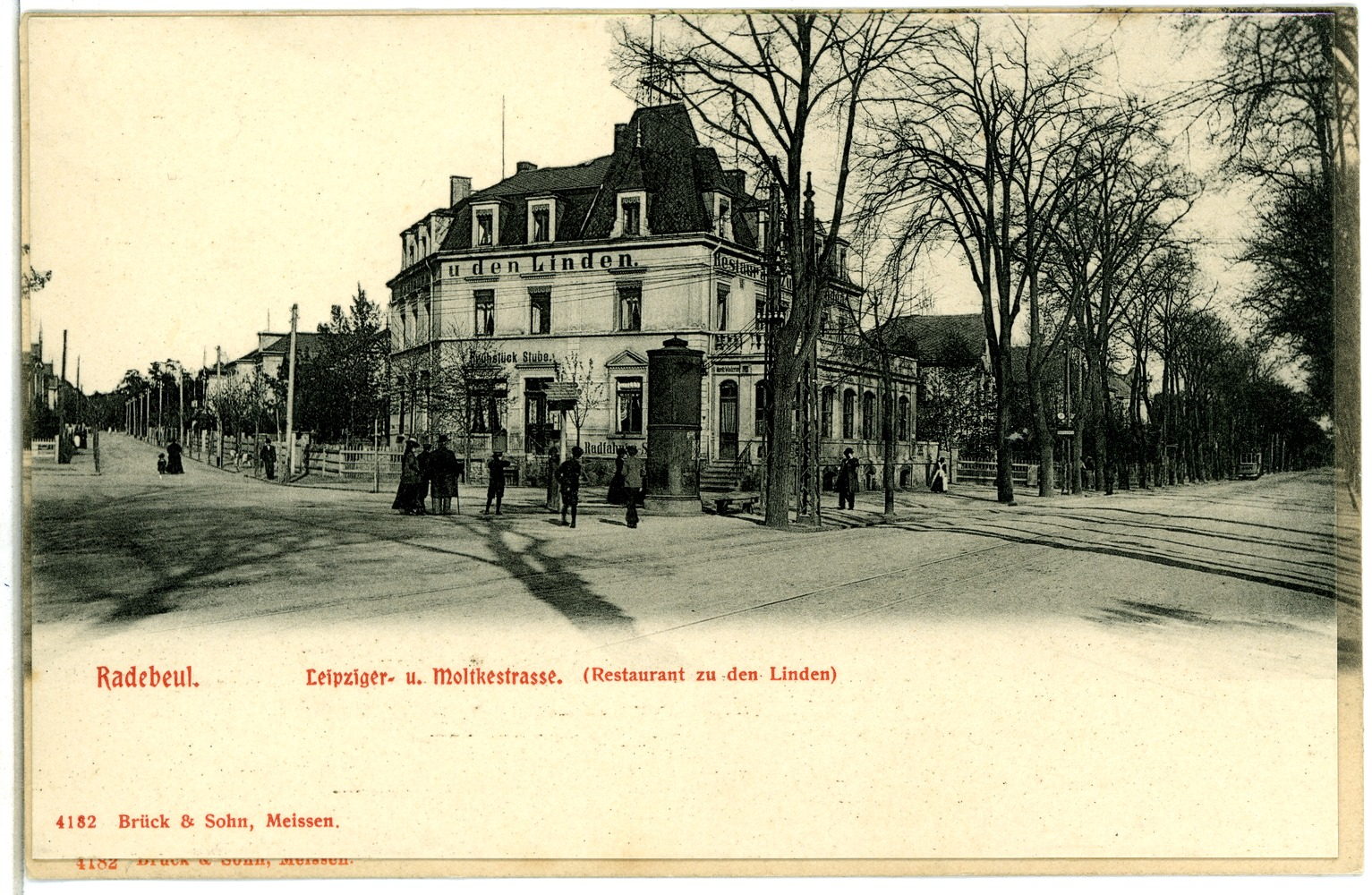
„Zu den Linden“ im Jahr 1903

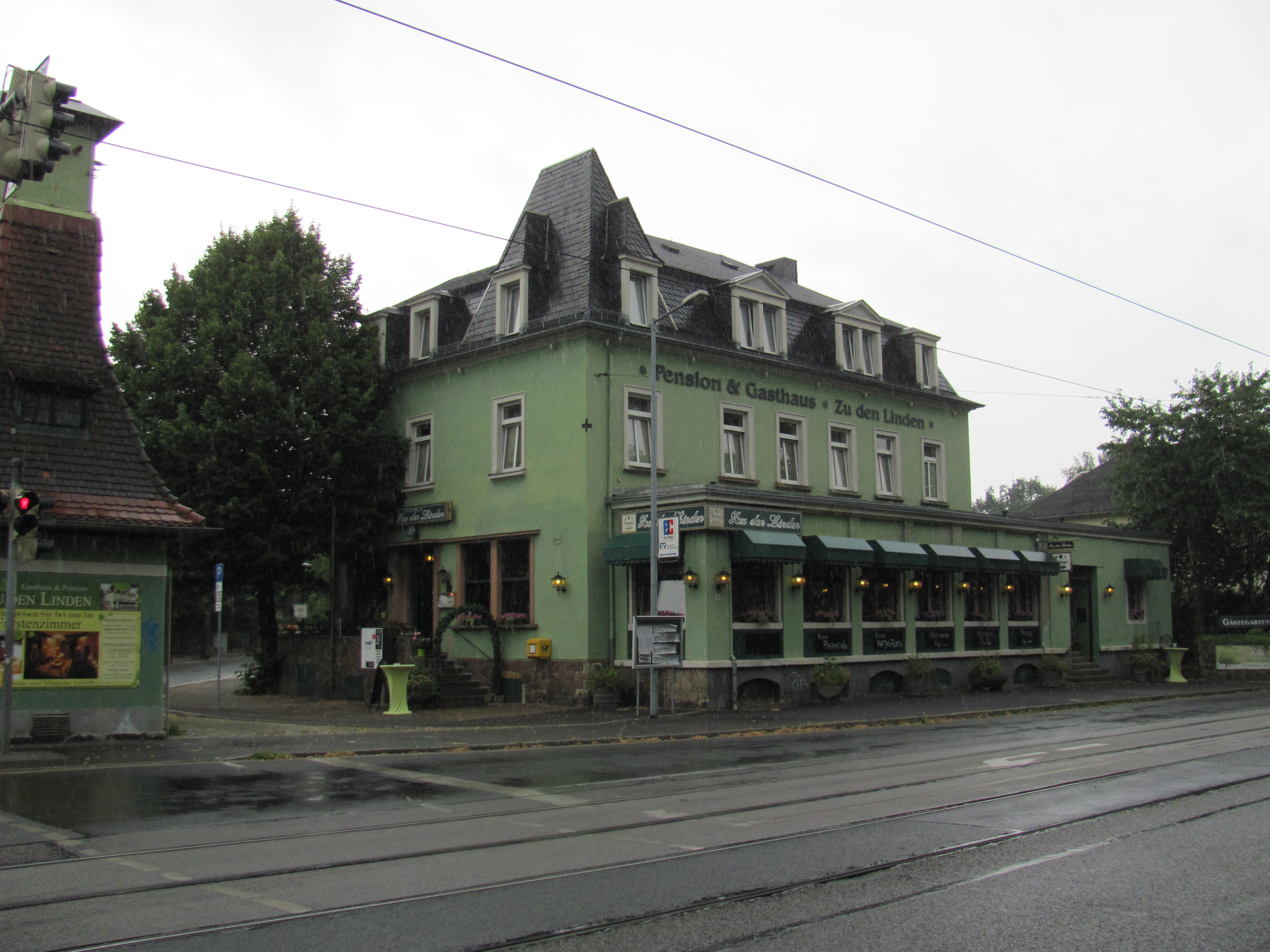
Webers Unternehmenssitz „Zu den Linden“ heute als Pension und Gasthaus

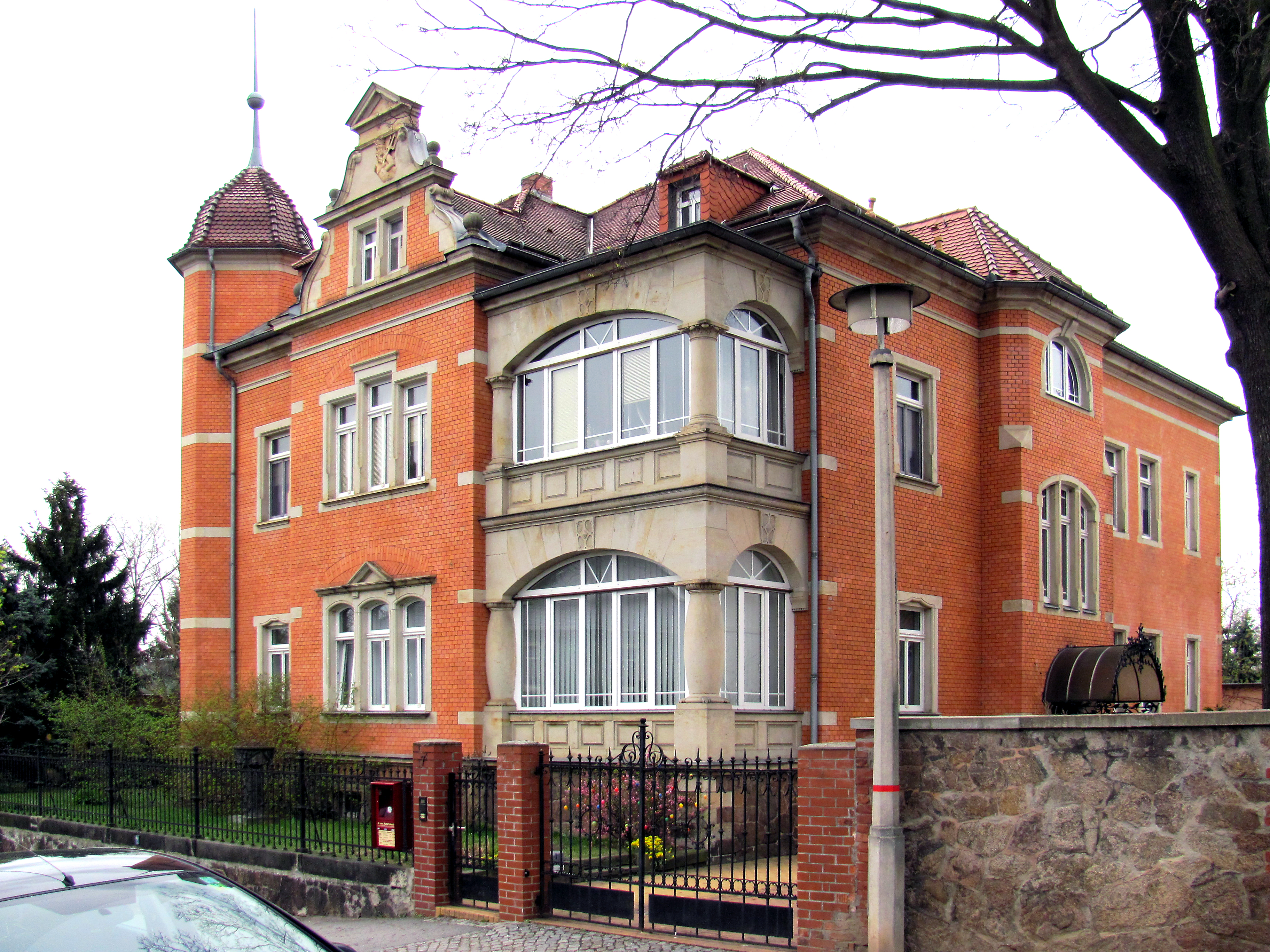
Mietvilla Rennerbergstraße 7: Webers Privathaus

Im Jahr 1911 gründete der Konditoreimeister Weber in Dresden den renommierten Internationalen Fachverlag J. M. Erich Weber, den er Anfang der 1920er Jahre nach Radebeul verlegte.
Die bei Erich Weber erschienenen Werke befassten sich mit der praktischen Anleitung sowie der Aus- und Weiterbildung im Konditorenhandwerk. Sie erschienen nicht nur in deutscher Sprache in bis zu sechs Auflagen, sondern wurden für den internationalen Vertrieb zum Teil auch in die dänische, englische, französische, italienische, schwedische, spanische und tschechische Sprache übersetzt und herausgegeben.
Weber erwähnte 1934 die Schwarzwälder Kirschtorte erstmals schriftlich in 250 Konditorei-Spezialitäten und wie sie entstehen.
Das umfangreichste Werk war Webers bildlicher Fachunterricht zu Höchstleistungen in moderner Konditorei von 1936, das 1939 bereits in dritter Auflage erschien und auf mehr als 600 Seiten mit weit über tausend Illustrationen Theorie und Praxis des Konditorenhandwerks darstellte.
Weber wurde nach dem Zweiten Weltkrieg für mehrere Jahre in einem sowjetischen Internierungslager (Speziallager) inhaftiert. Obwohl der Verlag 1948 den Betrieb einstellen musste, waren mehrere der noch antiquarisch gehandelten Werke Webers Standardwerke des Handwerks bis in die heutige Zeit. 1980 wurde seine Praktische Konditoreikunst von 1916 in Deutschland, Österreich und der Schweiz nachgedruckt.

## Schriften (Auszug)
- Praktische Konditorei-Kunst „Pra-Ko-Ku“: Das grosse Konditoren-Fachwerk der Welt. J. M. E. Weber, Dresden-A 1913.
  - Praktische Konditoreikunst. Nach der Ausgabe von 1916. Harenberg, Dortmund (= Die bibiophilen Taschenbücher. Band 12).
- Wege zum Konditormeister. 1919.
- Konditors Rat und Hilfe in Theorie und Praxis „Konrathilf“: Ein Handbuch mit unbezahlbaren Fachschätzen f. Manchen, der Konditor ist u. es werden will. J. M. E. Weber, Dresden 1920.
- Webers Torten-Kakaomalerei „We-To-Ka“: Künstlerische Vorlagen zu Kakaomalereien mit teilweiser Verwendung bunter Effekte. J. M. Erich Weber, Dresden 1922.
- Ausgesuchte Spezialrezepte. J. M. Erich Weber, Radebeul-Dresden 1924. Auch erschienen als
  - Recetas especiales elegida. J. M. Erich Weber, Radebeul-Dresden 1924.
  - Scelta di ricette speciali estratte da L'arte ptatica del pasaticciere. J. M. Erich Weber, Radebeul-Dresden 1924.
  - Selected Special Recipes. J. M. Erich Weber, Radebeul-Dresden 1924.
  - Uitgezochte speciaalrecepten. J. M. Erich Weber, Radebeul-Dresden 1924.
  - Vybrané zvlástni predpisy. J. M. Erich Weber, Radebeul-Dresden 1924.
- Schule und Praxis des Konditors; eine Schatzkammer der modernen Konditorei mit ca. 1000 Spezial-Rezepten. Internationaler Fachverlag J. M. E. Weber, Radebeul-Dresden 1927. Auch erschienen als
  - Theory and practice of the confectioner. Internationaler Fachverlag J. M. E. Weber, Radebeul-Dresden 1927.
  - Skola och praktik för konditorn. Internationaler Fachverlag J. M. E. Weber, Radebeul-Dresden 1927.
- Torten-Kunst. Internationaler Fachverlag J. M. E. Weber, Radebeul-Dresden 1929.
- 250 Konditorei-Spezialitäten und wie sie entstehen. Der praktische Unterricht in 580 Bildern von Werdegängen aus 24 Fachabteilungen bei kleinster Massenberechnung. Weber, Radebeul-Dresden 1934.
- Des Konditors Lehre und Vorbereitung auf die Gehilfen- und Meister-Prüfung. 4. verb. u. bed. verm. Aufl. von: Vom Lehrling zum Meister. J. M. E. Weber, Radebeul 1936.
- Webers bildlicher Fachunterricht zu Höchstleistungen in moderner Konditorei. J. M. E. Weber, Radebeul 1936.
- Praktische Konditoreikunst. Bertelsmann-Club, Gütersloh 1980 (Lizenzausg. d. Harenberg-Kommunikation-Verl. Dortmund, Nachdruck der Ausgabe 1916).
- Praktische Konditoreikunst. Buchgemeinschaft Donauland, Wien 1980 (Lizenzausg. d. Harenberg-Kommunikation-Verl. Dortmund, Nachdruck der Ausgabe 1916).
- Praktische Konditoreikunst. Buch- u. Schallplattenfreunde, Zug/Schweiz 1980 (Lizenzausg. d. Harenberg-Kommunikation-Verl. Dortmund, Nachdruck der Ausgabe 1916).